# Francisco de Paula Santander

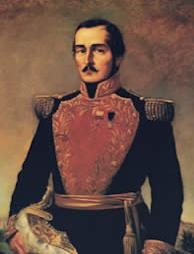
Francisco de Paula Santander

Francisco José de Paula Santander y Omaña (* 2. April 1792 in Villa del Rosario de Cúcuta, Vizekönigreich Neugranada; † 6. Mai 1840 in Santa Fé de Bogotá, Republik Neu-Granada) war ein General der Neu-Grenadiner Union, Vizepräsident Großkolumbiens und Präsident der Republik Neugranada von 1831 bis 1837.

## Leben

### Kindheit und Jugend

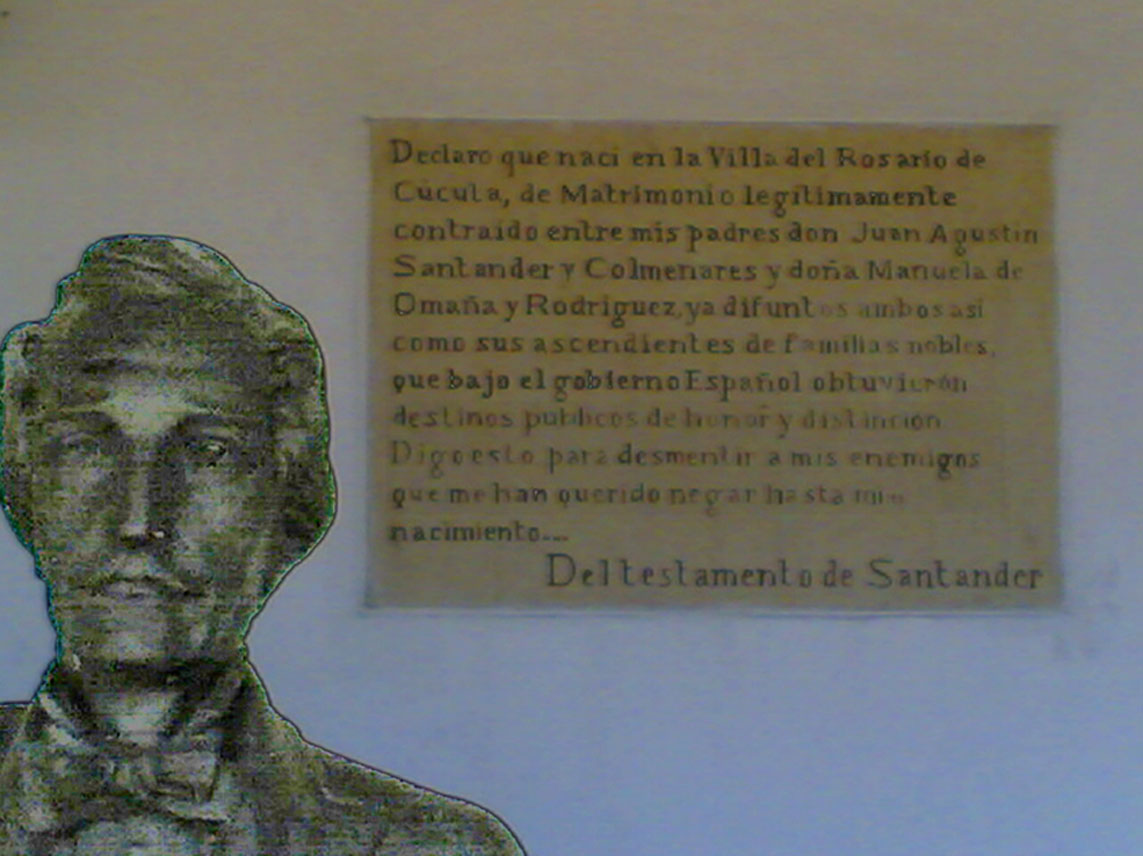
Ich erkläre, dass ich in Villa del Rosario de Cúcuta geboren bin, von meinen rechtmäßig verheirateten Eltern, Don Juan Agustin Santander y Colmenares und Doña Manuela de Omaña, schon gestorben, wie ihre Vorfahren aus vornehmen Familien, die unter der spanischen Regierung ehrenvolle und hervorgehobene Bestimmungen erlangten. Ich sage dies, um meine Gegner zu widerlegen, die sogar meine Geburt leugnen wollten...
Aus dem Testament von Santander Tafel und Büste im Geburtshaus von Santander in Villa del Rosario

Der Sohn des Plantagenbesitzers Juan Agustín Santander Colmenares und seiner dritten Ehefrau Manuela Antonia de Omaña y Rodriguez studierte zuerst in der Schule von Villa del Rosario und auf der Hacienda seines Vaters, einen Kilometer östlich der Plaza Bolívar. Der Provinzgouverneur, der auch Kaffee und Zuckerrohr anbauen ließ, hatte das Gebäude und die dazugehörigen Felder, auf denen er zehntausend Kakaobäume bewirtschaftete, 1783 gekauft. Nach einem Erdbeben 1875 zerstört, wiederaufgebaut und 1971 restauriert, ist der Hof heute Museum.
1805 schickten seine Eltern den dreizehnjährigen Francisco José de Paula Santander y Omaña nach Bogotá ans Kolleg San Bartolomé, wo er 1808 seinen Bachiller (Vordiplom) in Latein und Philosophie ablegte und später Rechtswissenschaft zu studieren anfing.

### Militärische Karriere

#### Karrierebeginn im Aufstand
Zu Beginn des Aufstands in Bogotá 1810 schloss sich der Urenkel eines Häuptlings den Aufrührern des 20. Juli an, ohne sein Studium formal abgeschlossen zu haben, seine Doktorarbeit zur praktischen Forensik hatte er allerdings eine gute Woche vorher eingereicht. Zuerst als Sekretär in der Militärinspektion eingesetzt, übte der Freiwillige diese Funktion ab November als Unterleutnant bei der Nationalgarde aus.
Mit Manuel Castillo y Rada, einem aus Cartagena de Indias stammenden Offizier, wurde er im März 1811 nach Mariquita und Honda entsandt, um einem Gegenputsch der Königstreuen vorzubeugen, aber in der Folge war er an Castillos Seite bei der Einverleibung der Provinz in die Cundinamarca, in der Antonio Nariño zentralistisch regierte.
1812 war Santander der Sekretär von Castillo und erlangte innerhalb kurzer Zeit seine Beförderungen zum Leutnant und Hauptmann. Als Antonio Baraya im Juli 1812 nach Cúcuta geschickt wurde, um die von dort eindringenden Spanier zu bekämpfen (s. die Erste Republik Kolumbien), gehörte er als Adjutant Barayas zu dem Feldzug und war bei den Überläufern, die den Föderalismus dem Zentralismus von Bogotá vorzogen. Er war an dem Feldzug von Dezember bis Januar 1813 im Auftrag des Kongresses von Tunja gegen Antonio Nariño beteiligt, der letztlich für die Föderalisten verloren ging. Er geriet, am Bein verletzt, nach der Schlacht von San Victorino (9. Januar 1813) in die Gefangenschaft der Zentralisten.

#### Santander bei Bolívar

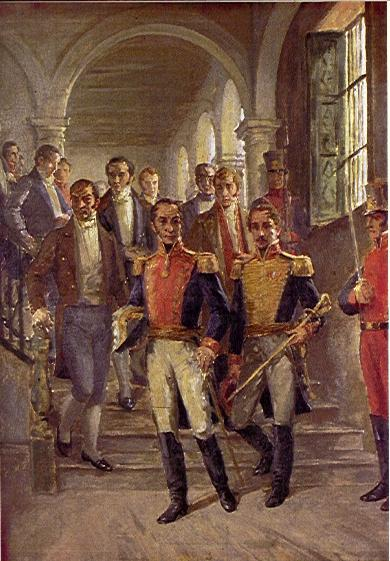
Francisco de Paula Santander (rechts) mit Simón Bolívar beim Kongress von Cúcuta 1821 (Bild von 1926)

Nariño schickte die freigelassenen Föderalisten Simón Bolívar, als dieser um Unterstützung für seine Campaña Admirable bat. Als Major nahm Santander an den Kämpfen mit den Resten der Soldaten des aus Venezuela gekommenen Ramon Correa y Guevarra, die Simón Bolívar bei der Einnahme Cúcutas schwer geschlagen hatte, unter dem Befehl Castillos teil (Angostura de la Grita, 13. April 1813). Hervorstechend war seine Kritik am geplanten Venezuela-Feldzug des frischgebackenen Brigadegenerals Bolívar, den er für zu gewagt hielt. Er und Castillo widersetzten sich solange Bolívar zu Beginn seiner Campaña Admirable, bis dieser ihnen Ende Mai mit Erschießung wegen Insubordination drohte.

#### Grenzwacht in seiner Heimat
Als Oberst ließ ihn der Kongress von Tunja an der Grenze zu Venezuela mit 280 Mann patrouillieren, nachdem er sich und seinen Truppen eine Pause von der Vorbereitung des Venezuela-Feldzugs gegönnt hatte. Im Oktober 1813 erlag Santander der Übermacht Bartolomé Lizóns, der, aus Maracaibo kommend, mit den Männern von Ildefonso Casas, Cúcuta mit Guerilla-Methoden bekriegt hatte, in der Ebene von Carillo und entkam selbst nur mit knapper Not. Als Stellvertreter in der Division des Edinburghers Gregor MacGregor, stand er bald wieder vor der Situation gegen einen zahlenmäßig überlegenen Gegner, diesmal die Guerilla Aniceto Matutes, die sich mit Lizon und Casas’ verstärkt hatte, was zum Rückzug nach Bucaramanga führte.
Bis zum Februar 1814 hatte der Schotte seine Truppen soweit verstärkt, dass er Pamplona zurückerobern konnte, das Matute und Casas geräumt hatten. Bei der Verfolgung von Casas rieb ihn Santander in San Faustino am 6. Februar auf, MacGregor trieb den dezimierten Lizon auf Maracaibo. Dieser konnte nur deswegen entkommen, weil er einen Entlastungsangriff von Truppen aus Merida auf MacGregor erhielt (Portachuelo bei Estanques, 16. Februar 1814). Als MacGregor zum Chef der Grenztruppen ernannt wurde und in Villa del Rosario Quartier bezog, begleitete ihn Santander. Rafael Urdaneta, der im Herbst die Reste des Westheeres der Zweiten Republik Venezuelas nach Cúcuta geführt hatte, übernahm in der Folgezeit den Oberbefehl über die Grenztruppen und Santander als Vize. Als Urdaneta im Dezember nach Casanare abberufen wurde, erhielt Santander den Befehl über die Grenztruppen, die aber auf ein Minimum reduziert worden waren. Sein Auftrag beschränkte sich auf Hinhalten und Taktieren und schlimmstenfalls Pässe zu besetzen.

#### Der Einmarsch des spanischen Expeditionsheeres
Auf der Höhe von El Chopo erlebte er den Einzug des spanischen Expeditionsheeres in die Täler Cúcutas 1815. Santander vermied klug den Kampf mit dem überlegenen Gegner, bis er im Juli nach Ocaña berufen wurde, sich dort mit der Garnison zu verstärken und den Oberbefehl über die verbliebenen Resttruppen der Neu-Grenadiner Union in dieser Region zu übernehmen. Die eingedrungene Division von Sebastian de Calzada kontrollierte zwar die Region, konnte aber Santander nicht fassen. Dieser zog sich nach dem Fall von Mompós im Mai, während de la Calzada Pamplona okkupierte, auf Umwegen nach Girón (unmittelbar bei Bucaramanga) zurück. Diese gefeierte Feindumgehung unter erschwerten Bedingungen gestattete ihm, in Piedecuesta die Reste der Truppen von Urdaneta und Custodio García Rovira nach deren Niederlage von Chitagá am 25. November 1815 gegen de la Calzada zu inkorporieren. Bis Ende Januar 1816 schuf er ein Heer von zweitausend einigermaßen disziplinierten Truppen, auch mit den Resten der Einheiten aus Bogotá und der nördlichen Ostkordillere. García Rovira übernahm den Oberbefehl und Santander die Vorhut.
Mit diesem Heer stieß er erneut auf der Ostkordillere nach Norden vor, und diesmal war es Calzada, der zurückweichen musste. Auf der Suche nach ihm fand ihn García Rovira mit einer Divisionen auf den Höhen von Cachiri am 8. Februar 1816. In fünf Stunden bezwangen die Separatisten die Royalisten, aber der Sieg war nicht umfassend genug, und Calzada erholte sich schnell. Bereits 14 Tage später, nachdem Calzada von Morillo Verstärkungen erhalten hatte, griff er erneut unweit des ersten Schlachtortes in Alto Cachiri an und fügte den Patrioten eine verheerende Niederlage zu. Weil gleichzeitig der Marsch Mantillas auf Cúcuta zur Entlastung mit einer Niederlage endete, wurde García Rovira von der Neu-Grenadiner Union abberufen und durch Oberst Manuel Roergas de Serviez ersetzt, einem gebürtigen Franzosen. Santander blieb Stellvertreter.
Serviez hatte die schwierige Aufgabe, sich einem doppelt so starken Heer zu entziehen, das besser ausgerüstet und besser ausgebildet war als seines. So zogen sich die Patrioten immer weiter nach Süden in Richtung Bogotá zurück, bis man schließlich in die Ebenen von Casanare auswich, nachdem Tunja am 18. April in die Hände der Spanier gefallen war. Den Fall Bogotás Anfang Mai konnte die gebeutelte Division nicht verhindern, sie musste ihren Rückzug sichern und eine Lücke zum Durchstoßen in die weiten Ebenen finden. Die beiden Eroberer Bogotás, de la Calzada und Miguel de la Torre, der die Einheiten Calzadas verstärkt hatte, jagten die Patrioten durch die Ebenen in der Regenzeit. Santander nahm aktiv an den Kämpfen bei Guachiría (29. April) und Cabuya de Cáqueza (11. Mai) teil. Beim ersten Gefecht verhinderten die Spanier das Zusammentreffen mit Urdanetas Reitern, die er in Chire geworben hatte, die Vereinigung erfolgte erst am 1. Juli. Bei der zweiten Schlacht handelt es sich um das Gemetzel, das die Spanier unter den aus Bogotá fliehenden Patrioten an einem Flussübergang anrichteten.

#### Bei den letzten Aufständischen
Im Juli 1816 trafen die Führer der drei verbliebenen Truppenteile in den Ebenen, Serviez, Urdaneta und Manuel Valdéz mit José Antonio Páez und einigen politischen Anführern der untergegangenen ersten kolumbianischen Republik in Arauca zusammen. Dabei wurde Santander, auch zu seiner Überraschung, und eher widerstrebend, zum Oberbefehlshaber der Truppen der Ebenen im Osten Kolumbiens und dem Westen Venezuelas gewählt.
Zuerst verfügte er die Sammlung aller Truppen in Guasdualito, auf der venezolanischen Seite der Grenze. In den zwei Monaten dort hatte er mit Aufständen in der Truppe zu kämpfen, bis er den Oberbefehl an Páez abgab. Die Gründe dafür lagen darin, dass er zu distinguiert war, um vor allem die derben Lanzenreiter aus den venezolanischen Llanos zu führen. Páez setzte mit dem in drei Brigaden geteilten Heer den Apure-Feldzug fort: Urdaneta mit der ersten, Santander mit der zweiten und Serviez mit der Reserve-Brigade. Santander war im September selbst an den Kämpfen bei El Yagual am 16. beteiligt, die zur Einnahme der (damaligen) Provinz Barinas führte. Trotz der Ermordung von Serviez und Valdéz, für die letztlich Páez verantwortlich war, blieb er, im Gegensatz zu Urdaneta, bis zum Jahresende bei Páez und beteiligte sich an seinem Apure-Feldzug.

#### Wieder bei Bolívar
Im Februar 1817 befand er sich auf dem Apure, auf dem Weg nach Barcelona, um Bolívar zu treffen, der von seiner zweiten Expedition zu den Karibikinseln zurückgekehrt war. Dieser nahm ihn in seinen Generalstab auf und mit auf den Guayana-Feldzug. Santander nahm aktiv an der Einnahme von Ciudad Guayana im August teil.
Am Jahresende brach er zur Zentrumskampagne von 1818 mit Bolívar auf und begleitete ihn während der wichtigen Schlachten dieser Kampagne (Calabozo, 12. Februar; El Sombrero, 16. Februar; Semén, 16. März; Ortiz, 26. März und dem Attentat auf Bolivar an der Rincon de los Toros, 17. April). Santander erhielt den Orden de Libertadores und seine Beförderung zum Brigadegeneral Mitte des Jahres. Bedingt durch eine Abwesenheit von Carlos Soublette wurde er zwischenzeitlich zum Generalstabschef ernannt. Im August empfing er für seine Leistungen den Orden „Stern der Befreier von Venezuela“.

#### Der Neu-Granada-Feldzug
Mit 1200 Gewehren und einigen Offizieren schickte Bolívar Santander Ende August 1818 zurück nach Casanare, um die dort ausharrenden Rebellen zu unterstützen und auf Bolívars Neu-Granada-Feldzug vorzubereiten (s. die Schlacht von Boyacá). Bei Bolívars Ankunft in Tame konnte er im Juni 1819 eine Division mit vier Bataillonen stellen, die Bolívar zur Vorhut machte. Bolívar, der den schlechten Zustand seiner Truppe sah, dachte an einen Rückmarsch nach Guasdualito, um von dort aus nach Cúcuta vorzustoßen. Santander und José Antonio Anzoátegui schafften es, den Befreier umzustimmen und wie geplant auf Bogotá zu marschieren. Am 27. Juni stieß Santander auf eine getarnte Stellung der Spanier bei Paya, die er ausheben ließ. Damit war der Weg für ein unbemerktes Überqueren des Hauptkamms der Ostkordillere frei.
Er nahm an dem Marsch über den Páramo de Pisba teil und focht in den Schlachten und Gefechten bis zur Entscheidung bei der Brücke von Boyacá am 7. August 1819 derart zur Zufriedenheit Bolívars, dass er noch im August 1819, zusammen mit Anzoátegui, zum Divisionsgeneral befördert wurde. An 10. ritt er an der Seite Bolívars in Bogotá ein.
Einen Monat später, nach der Einverleibung Neu-Granadas in Bolívars Großkolumbien, wurde Santander Vizepräsident und Stellvertreter Bolívars in Bogotá, während dieser seine Feldzüge zuerst zur Befriedung Neu-Granadas und später in Venezuela, Ecuador und Peru leitete. Santander war als Jurist auch Verwaltungsfachmann, der die Regierungsgeschäfte leitete und die Mittel für Bolívars Feldzüge beschaffte. Die beiden verband trotz einiger Unterschiede in der Staatsauffassung, eine enge Freundschaft, die nicht nur politisch war. Bolívar ehrte seinen Freund mit den Worten: „Die Armee im Feld und Eure Exzellenz in der Verwaltung sind die Urheber des Bestehens der Freiheit von Groß-Kolumbien.“

#### Bewertung
Santander war weder herausragender Stratege noch gewitzter Taktiker. Militärischer Autodidakt, lagen seine Stärken in den im Jura-Studium erworbenen Fähigkeiten: Aufbau, Strukturierung, Organisation und Verwaltung der Truppen. Dem trug die Neu-Grenadiner Union Rechnung, die ihn, bei wechselnden Oberbefehlshabern, immer zum Stellvertreter machte, der seine Fähigkeiten abseits des Schlachtfelds voll zur Entfaltung bringen konnte. Auch Bolívar entsandte ihn deswegen nach Casanare, um für seinen Neu-Granada-Feldzug ein wohlorganisiertes Heer aus Kolumbianern zur Verfügung zu haben.

### Politische Karriere

#### Vizepräsident Großkolumbiens
Mitte Dezember 1819 beschloss der Kongress von Angostura, in Villa del Rosario de Cúcuta eine verfassungsgebende Versammlung einzuberufen. Dieser stand Anfang Mai 1821 der gerade aus der Gefangenschaft in Spanien zurückgekehrte Antonio Nariño vor, aber bereits nach zwei Monaten legte dieser sein Amt nieder und Santander übernahm die Leitung. Am 7. September ernannte der Kongress Bolívar zum Präsidenten von Großkolumbien und Santander zum Vizepräsidenten. Ihre Posten traten sie offiziell am 3. Oktober an.
Der „Organisator des Sieges“ regierte in den folgenden Jahren nach der in einem Brief vom 2. Dezember 1821 formulierten Maxime eines Juristen: „Die Waffen gaben uns die Unabhängigkeit, die Gesetze geben uns Freiheit.“ Mit seiner Einstellung, dass es die Gesetze und nicht die Regierung der Menschen seien, die das Land zu regieren haben, verdiente er sich seinen Beinamen „Mann der Gesetze“. Im Dezember 1821 erteilte ihm Bolívar den Auftrag, das Land mit allen Mitteln zu befrieden, während der Befreier sich um die Königstreuen in Pasto und Ecuador kümmerte. Von da ab war er, mit dem Parlament, eigentlicher Herrscher über Großkolumbien, weil der Präsident auf Jahre kaum noch in Bogotá war.
Santander nutzte seine Amtszeit für Verbesserungen in der Bildung, indem er Schulen, Universitäten und Museen gründete. Er beauftragte seinen Kanzler, die auswärtigen Beziehungen Großkolumbiens zu verbessern, respektive aufzubauen, was die internationale Anerkennung der Republik zur Folge hatte. Er brachte eine Reihe von politischen, wirtschaftlichen und gesellschaftlichen Reformen auf den Weg, mit dem Ziel, das in über zehn Jahren Krieg gebeutelte Land in eine demokratische Zivilrepublik zu verwandeln, wobei er durchaus seine Zentralregierung stärkte.

#### Differenzen mit Bolívar
Die Meinungsverschiedenheiten, die bereits beim Ecuador-Feldzug 1822 zu Tage traten, verschärften sich bei der Peru-Kampagne 1824, wo Santander sich zuerst weigerte, Bolívar dringend benötigtes Material zu liefern und ihm schließlich im Juli 1824 vom Kongress den Oberbefehl über das großkolumbische Expeditionsheer entziehen ließ. Denn Santander konnte nicht die Belange der Peruaner über die seiner im Wiederaufbau begriffenen Großkolumbier stellen, während Bolívar nicht von seiner Ansicht der kompletten Befreiung des Kontinents abrücken konnte, da nur bei einem vollständigen Sieg die Rückkehr der Spanier nicht zu befürchten war. Antonio José de Sucre übernahm daher für den Rest des Feldzugs den Oberbefehl und beendete die Herrschaft der Spanier in Südamerika.
Mitte 1825 ließ Santander sich (gemeinsam mit dem abwesenden Bolívar) vom Neugrenadiner Volk durch Wahl im Amt bestätigen. Die Wiederwahl für beide erfolgte trotz der Unzufriedenheit verschiedener Landesteile mit der Zentralregierung. Einige Provinzen in allen drei Departements von Großkolumbien hätten nationale Regierungen vorgezogen.
Die Abspaltungstendezen waren in Venezuela unter Páez besonders ausgeprägt. Dieser wollte sich angesichts von vollstreckten Todesurteilen nicht vor einem Gericht in Bogotá für die Aufstellung von Milizen neben den regulären Streitkräften verantworten. In seinem Streit mit Páez wegen der sogenannten Cosiata, einem Aufstand in Venezuela gegen die Republik Großkolumbiens zugunsten der Eigenständigkeit Venezuelas, beharrte Santander auf den Buchstaben der Gesetze, statt mit dem äußerst impulsiven, aber auch in seiner Heimat sehr beliebten Páez zu kooperieren. Sicher erinnerte er sich auch an seinen Aufenthalt bei dem Llanero in den Jahren 1816-17.
Bolívar selbst nahm sich um den Jahreswechsel 1826/27 des Aufstands an und verhinderte eine Abspaltung Venezuelas von Großkolumbien. Dabei verschärften sich die Differenzen mit seiner Regierung in Bogotá. Im März 1827 kündigte Bolívar von Caracas aus Santander die Freundschaft auf. Vor dem Hintergrund der von Bolívar abgelehnten möglichen monarchischen Regierungsform ist vom Befreier im Bezug auf Santander überliefert: „Egal ob Monarchie oder Republik: Die Indios sind die Indios, die Llaneros sind die Llaneros, aber die Advokaten sind die Intriganten!“ Zu diesem Zeitpunkt hatte Bolívar zwar seine längst zur Hülse verkommene Präsidentschaft niedergelegt, der Kongress hatte seinen Rücktritt jedoch noch nicht abgelehnt. Weil sein Rücktritt nicht akzeptiert wurde, nahm Bolívar die Regierungsgeschäfte im September in Bogotá wieder auf und im Februar 1828 beschnitt er die Macht seines Vizepräsidenten.

#### Ende der Vizepräsidentschaft
Die Spannungen mit Santander, die ihren Ursprung wohl im ersten Zusammentreffen im Vorfeld der Campaña Admirable Anfang 1813 hatten, verschärften sich während des Kongresses von Ocaña, als Santander in seiner Funktion als Deputierter die Gegner Bolívars, die sich selbst als „liberal“ bezeichneten, anführte. Nach dessen Auflösung im Juni, weil keine der beiden Parteien Änderungen durchzusetzen in der Lage war, regierte Bolívar mittels des „Organischen Dekrets“ diktatorisch (August).
Santander war, wenn auch nicht als Vizepräsident entlassen, faktisch nicht mehr an der Regierung beteiligt. Er versuchte daraufhin, Bolívar aus dem Amt zu drängen, was allerdings misslang. Andere „Liberale“ planten und führten ein Attentat auf den Befreier aus, was zu deren sofortiger Hinrichtung führte. Santander, dem nur Mitwisser- aber keine Mittäterschaft nachgewiesen werden konnte, entging deswegen dem Todesurteil und weil sich José María Castillo y Rada, der Bruder des 1816 hingerichteten Manuel, für ihn einsetzte. Seine Strafe wurde in Verbannung umgewandelt.

#### Verbannung
Über verschiedene Gefängnisse in der Umgebung Cartagenas, wo er bis Juni 1829 blieb, wurde er im Juni des darauffolgenden Jahres 1829 nach Hamburg verfrachtet, wo er am 15. Oktober eintraf. In den folgenden zwei Jahren bereiste er Deutschland, Holland, Belgien, Frankreich, England, Irland, Italien und die Schweiz.
Am 17. August 1830 traf er im Berliner Naturkundemuseum mit Alexander von Humboldt zusammen. Das von beiden als anregend empfundene Gespräch, wurde bereits am nächsten Tag fortgesetzt. Vier Tage später trafen sich die beiden zum gemeinsamen Frühstück in der Wohnung Humboldts. Beide erwähnen die Zusammentreffen in ihren Tagebüchern.

#### Präsident der Republik Neu-Granda
Mitte 1831, nur ein halbes Jahr nach Bolívars Tod, gab ihm, in Abwesenheit, der Kongress vermittels des neuen Vizepräsidenten, alle Ehren und Würden wieder zurück. Am Jahresende traf Santander in New York ein, wo ihn ein halbes Jahr später die Nachricht des Kongresses erreichte, dass er im Mai zum Übergangspräsidenten für die Republik Neu-Granda bestimmt worden sei. Im November 1832 übernahm er das Amt in Bogotá. Keine fünf Monate später, im März 1833, war der Jurist offiziell gewählter und verfassungsmäßiger Präsident seines Heimatlandes; dieses Amt übte er bis März 1837 aus. Gleich zu Beginn seiner Amtszeit, im Juni, kam es zu einer konspirativen Revolte, die er niederschlug. 19 Teilnehmer der Revolte wurden hingerichtet.
Wieder stellte er das Recht in den Mittelpunkt seiner Amtszeit und nahm auch sich selbst nicht dabei aus. „Ich werde uns regieren, wie ich es will und wie ich regiert werden will: gesetzeskonform.“ Er führte die Reformen von Staat und Gesellschaft weiter, die er als Vizepräsident von Großkolumbien begonnen hatte. Letztlich war er es, der die Gesinnung der Kolumbianer von einer kolonialspanischen, vom Mutterland abhängigen, Gesellschaft hin zu einer republikanisch-demokratischen nachhaltig veränderte.
Er schaffte endgültig die kolonialen Wirtschaftsstrukturen in der Landwirtschaft und die bis dahin geltenden Staatsmonopole auch im Bergbau ab. Santander ließ auch die Währungseinheit im Land herstellen und führte Renten für Staatsbedienstete ein. Durch weitere Gründungen von Bildungseinrichtungen sorgte er für eine flächendeckende Verbesserung der in der Kolonialära mit Absicht gering gehaltenen Volksbildung, indem er die Anzahl der Grundschulen verdreifachte. Außenpolitisch gelang ihm 1835 die Anerkennung seiner Republik durch Spanien. Durch die von ihm eingeführte liberale Bildung entstand eine Polarisierung der gesellschaftlichen Ideen, die zu den Gründungen von konservativer und liberaler Partei führte.

#### Ehefrau und Nachkommen
Einige Wochen nach seiner Amtseinführung als Präsident kam sein erster Sohn zur Welt (der später ebenfalls General wurde), aber seine Hochzeit mit María de la Paz Piedrahita Murgueitio y Saénz de San Pelayo fand erst zweieinhalb Jahre später, am 15. Februar 1836, in Bogotá statt. Noch zwei Söhne, von denen einer früh verstarb, sowie eine Tochter entsprangen dieser Ehe.

#### Letzte Jahre
Nach seiner Amtszeit opponierte Santander gegen seinen konservativen Nachfolger. Weil er jedoch seine Anhänger zur Wiederwahl nicht hatte hinter sich vereinigen können, unterlag er und wurde 1838 als Senator ins Repräsentantenhaus gewählt, wo er zeitweise den Vorsitz innehatte.
Ende März 1840, nach einer heftigen Debatte mit persönlichen Vorwürfen gegen ihn, trat sein chronisches Nierenleiden zutage und nach wenigen Wochen Krankheit verstarb Santander daran in Bogotá. Kurz zuvor hatte er geäußert: Ich sterbe mit dem ruhigen Gewissen, die Verbrechen nicht begangen zu haben, die man mir angelastet hat, eher aus Unwissenheit denn aus Bösartigkeit: All jenen habe ich vergeben.

#### Bewertung
Wie während seiner militärischen Laufbahn funktionierte Santander am besten als Stellvertreter, der nun Anordnungen in Verwaltungsvorschriften umsetzte. In den Bereichen, in denen Einigkeit zwischen Bolívar und Santander herrschte, war letzterer wieder sehr erfolgreich. Sein Beharren auf Gesetzen auch gegenüber Bolívar, der sich als über den Gesetzen stehend betrachtete, führte schließlich zum Bruch und zu Santanders Entmachtung, schließlich sogar in die Verbannung. Später als Präsident der Republik setzte er den Weg der Republikanisierung und Demokratisierung der über Jahrhunderte in Abhängigkeit gehaltenen Gesellschaft fort. Trotz seiner Erfolge gelang es ihm jedoch nicht, die Reihen seiner Anhänger bei der Wahl geschlossen zu halten, um seine Arbeit als Präsident fortzusetzen. Dazu hätte er über seinen eigenen Schatten springen und seine Gegner – rechtswidrig – ebenfalls verleumden müssen. Die von ihm erreichten gesellschaftlichen und wirtschaftlichen Veränderungen sowie die im Bildungswesen stehen gleichberechtigt neben seinen Erfolgen als Militär und machen ihn so zu einer herausragenden Figur in einer Zeit der massiven Umbrüche in Südamerika.